# Sander Mossing-Holsteijn
Sander Mossing Holsteijn (* 9. März 1975) ist ein ehemaliger niederländischer Biathlet.
Sander Mossing Holsteijn gab seinen internationalen Einstand im Rahmen der Biathlon-Weltmeisterschaften 1996 in Ruhpolding. Im Einzel wurde er dort 83., im Sprint 87. Im Biathlon-Weltcup debütierte der Niederländer 1998 bei einem Sprintrennen in Pokljuka, das er als 103. und damit Letzter beendete. Im Sommer trat er bei den Sommerbiathlon-Weltmeisterschaften 1998 in Osrblie an und erreichte 59. und 58. Ränge in Sprint und Verfolgung. 1999 erreichte Mossing Holsteijn mit Platz 81 in Oberhof sein bestes Resultat im Rahmen dieses Wettbewerbs. Nach der Saison beendete der Niederländer seine Karriere.

## Biathlon-Weltcup-Platzierungen
Die Tabelle zeigt alle Platzierungen (je nach Austragungsjahr einschließlich Olympische Spiele und Weltmeisterschaften).
- 1.–3. Platz: Anzahl der Podiumsplatzierungen
- Top 10: Anzahl der Platzierungen unter den ersten zehn (einschließlich Podium)
- Punkteränge: Anzahl der Platzierungen innerhalb der Punkteränge (einschließlich Podium und Top 10)
- Starts: Anzahl gelaufener Rennen in der jeweiligen Disziplin

| Platzierung | Einzel | Sprint | Verfolgung | Massenstart | Staffel | Gesamt |
| ----------- | ------ | ------ | ---------- | ----------- | ------- | ------ |
| 1. Platz    |        |        |            |             |         |        |
| 2. Platz    |        |        |            |             |         |        |
| 3. Platz    |        |        |            |             |         |        |
| Top 10      |        |        |            |             |         |        |
| Punkteränge |        |        |            |             |         |        |
| Starts      | 2      | 5      |            |             |         | 7      |